# Diócesis de Vinh
La diócesis de Vinh (en latín: Dioecesis Vinhen(sis) y en vietnamita: Giáo phận Vinh) es una circunscripción eclesiástica latina de la Iglesia católica en Vietnam, sufragánea de la arquidiócesis de Hanói. La diócesis tiene al obispo Alphonse Nguyên Huu Long, P.S.S. como su ordinario desde el 22 de diciembre de 2018. 

## Territorio y organización
La diócesis tiene 16 493 km² y extiende su jurisdicción sobre los fieles católicos de rito latino residentes en la provincia de Nghệ An.
La sede de la diócesis se encuentra en la ciudad de Xã Đoài, en donde se halla la Catedral de la Asunción de la Virgen María.
En 2019 en la diócesis existían 116 parroquias.

## Historia
El vicariato apostólico de Tonkín Meridional fue erigido el 27 de marzo de 1846 con el breve Ex debito del papa Gregorio XVI, obteniendo el territorio del vicariato apostólico de Tonkín Occidental (hoy arquidiócesis de Hanói).
El 3 de diciembre de 1924 asumió el nombre de vicariato apostólico de Vinh en virtud del decreto Ordinarii Indosinensis de la Congregación de Propaganda Fide.
El 24 de noviembre de 1960 el vicariato apostólico fue elevado a diócesis con la bula Venerabilium Nostrorum del papa Juan XXIII.
El 22 de diciembre de 2018 cedió una parte del territorio para la erección de la diócesis de Hà Tĩnh mediante la bula Missionem Ecclesiae del papa Francisco.

## Estadísticas
De acuerdo al Anuario Pontificio 2021 la diócesis tenía a fines de 2020 un total de 291 946 fieles bautizados.
| Año                                                                             | Población            | Población | Población      | Sacerdotes | Sacerdotes    | Sacerdotes    | Bautizados por sacerdote | Diáconos permanentes | Religiosos | Religiosos | Parroquias |
| Año                                                                             | Bautizados católicos | Total     | % de católicos | Total      | Clero secular | Clero regular | Bautizados por sacerdote | Diáconos permanentes | Varones    | Mujeres    | Parroquias |
| ------------------------------------------------------------------------------- | -------------------- | --------- | -------------- | ---------- | ------------- | ------------- | ------------------------ | -------------------- | ---------- | ---------- | ---------- |
| 1963                                                                            | 156 195              | ?         | ?              | 117        | 117           |               | 1335                     |                      |            | 64         | 135        |
| 1979                                                                            | 264 000              | 3 300 000 | 8.0            | 95         | 95            |               | 2778                     |                      |            | 185        | 137        |
| 1999                                                                            | 429 528              | 4 929 528 | 8.7            | 99         | 99            |               | 4338                     |                      |            | 153        | 151        |
| 2000                                                                            | 421 563              | 4 822 393 | 8.7            | 108        | 108           |               | 3903                     |                      |            | 168        | 143        |
| 2001                                                                            | 417 890              | 4 984 000 | 8.4            | 111        | 111           |               | 3764                     |                      |            | 201        | 151        |
| 2003                                                                            | 446 300              | 4 984 000 | 9.0            | 124        | 124           |               | 3599                     |                      |            | 214        | 144        |
| 2004                                                                            | 453 018              | 5 766 000 | 7.9            | 126        | 126           |               | 3595                     |                      |            | 338        | 143        |
| 2010                                                                            | 492 971              | 6 155 000 | 8.0            | 161        | 158           | 3             | 3061                     |                      | 3          | 697        | 179        |
| 2014                                                                            | 523 046              | 5 218 600 | 10.0           | 219        | 198           | 21            | 2388                     |                      | 35         | 833        | 186        |
| 2017                                                                            | 546 704              | 5 343 170 | 10.2           | 273        | 250           | 23            | 2002                     |                      | 41         | 1189       | 193        |
| 2018                                                                            | 281 934              | 3 065 300 | 9.2            | 126        | 126           |               | 2238                     |                      | 25         | 721        | 93         |
| 2020                                                                            | 291 946              | 3 327 791 | 8.8            | 210        | 174           | 36            | 1390                     |                      | 122        | 1720       | 117        |
| Fuente: Catholic-Hierarchy, que a su vez toma los datos del Anuario Pontificio. |                      |           |                |            |               |               |                          |                      |            |            |            |

## Episcopologio
- Jean-Denis Gauthier, M.E.P. † (27 de marzo de 1846-8 de diciembre de 1877 falleció)
- Yves-Marie Croc, M.E.P. † (8 de diciembre de 1877 por sucesión-11 de octubre de 1885 falleció)
- Louis-Marie Pineau, M.E.P. † (21 de mayo de 1886-2 de junio de 1910 renunció)
- François Belleville, M.E.P. † (9 de febrero de 1911-7 de julio de 1912 falleció)
- André-Léonce-Joseph Eloy, M.E.P. † (11 de diciembre de 1912-30 de julio de 1947 falleció)
  - Sede vacante (1947-1951)
- Jean Baptiste Tran-Huu-Duc † (14 de junio de 1951-5 de enero de 1971 falleció)
- Pierre Marie Nguyen Van Nang † (5 de enero de 1971-6 de julio de 1978 falleció)
- Pierre-Jean Trân Xuân Hap † (10 de enero de 1979-11 de diciembre de 2000 retirado)
- Paul-Marie Cao Ðình Thuyên (11 de diciembre de 2000 por sucesión-13 de mayo de 2010 retirado)
- Paul Nguyên Thai Hop, O.P. (13 de mayo de 2010-22 de diciembre de 2018 nombrado obispo de Hà Tĩnh)
- Alphonse Nguyên Huu Long, P.S.S., desde el 22 de diciembre de 2018